# Oficiul de Stat pentru Invenții și Mărci
Oficiul de Stat pentru Invenții și Mărci (OSIM) este un organ de specialitate al administrației publice centrale în subordinea Guvernului și are autoritate unică pe teritoriul României în asigurarea protecției proprietății industriale, în conformitate cu legislația națională în domeniu și cu prevederile convențiilor și tratatelor internaționale la care România este parte.
OSIM funcționează sub coordonarea Ministerului pentru Întreprinderi Mici și Mijlocii, Comerț, Turism și Profesii Liberale.
În România, orice persoană fizică sau juridică poate înregistra o marcă. Aceasta presupune ca pot fi înregistrate ca mărci cuvinte, inclusiv nume de persoane, desene, litere, cifre, elemente figurative, forme tridimensionale și, în special, forma produsului sau a ambalajului ori combinații de culori, precum și orice combinații ale acestor semne. De aceste aspecte depinde și costul aferent înregistrării, astfel că în funcție de natura solicitării și prezentarea grafic, taxele care trebuie achitate pot ajunge până la 7.500 de RON.
La nivelul anului 2007 la OSIM au fost primite 10.988 de solicitări de înregistrare de marcă din partea firmelor românești și 883 din partea celor străine. Tot în anul 2007, OSIM a primit la 1.673 de cereri de reînnoire a contractului.
OSIM asigură titluri de protecție pentru următoarele categorii juridice:
Brevete de invenție conform Legii 64 din 1991 privind brevetele de invenție.
Mărci și indicații geografice conform Legii 84 din 1998 privind mărcile și indicațiile geografice.
Topografiile produselor semiconductoare conform Legii 16 din 1995 privind protecția topografiilor produselor semiconductoare.
Modele de utilitate conform Legii  350 din 2007 privind modelele de utilitate.
OSIM nu asigură protecția drepturilor de autor și a drepturilor conexe acestora, acestea fiind gestionate de Oficiul Român pentru Drepturi de Autor (ORDA).